# In Search of Fellini
Pour plus de détails, voir Fiche technique et Distribution.
In Search of Fellini est un film d'aventures dramatique et biographique américain réalisé par Taron Lexton et sorti en 2017. Le film est inspiré par les jeunes années de Nancy Cartwright dans l'industrie du spectacle et de son voyage initiatique en Italie.

## Fiche technique
- Titre original : In Search of Fellini
- Réalisation : Taron Lexton
- Scénario : Nancy Cartwright et Peter Kjenaas
- Photographie : Kevin Garrison
- Montage : K. Spencer Jones et Alexa Vier
- Musique : David Campbell
- Costumes : Patricia Gorman
- Producteur : Michael Doven, Milena Ferreira, Monica Gil-Rodriguez, Peter Kjenaas, Taron Lexton et Nathan Lorch
  - Producteur délégué : Monika Bacardi, Maria Bello, Kevin J. Burke, Nancy Cartwright et Andrea Iervolino
  - Coproducteur : David Hillary
  - Producteur associé : J. J. Nugent et Nicola Rosada
  - Producteur assistant : Nicole Pase
- Sociétés de production : Spotted Cow Entertainment, TXL Films et United Pictures Group
- Sociétés de distribution : AMBI Group
- Pays d'origine :  États-Unis
- Langue originale : anglais
- Format : couleur
- Genre : Aventure dramatique et biographique
- Durée : 93 minutes
- Dates de sortie : 
  - États-Unis :
    - 28 avril 2017
    - 15 septembre 2017

## Distribution
- Ksenia Solo : Lucy
- Maria Bello : Claire
- Jay Kunzi : le gars blond à l'université
- Enrico Oetiker : Pietro
- Mary Lynn Rajskub : Kerri
- Lorenzo Balducci : Angelo
- Beth Riesgraf : Sylvia
- Dan van Husen : lui-même
- Andrea Osvart : Cabiria
- Nancy Cartwright : Cosima
- Bruno Zanin : Beppi
- Laura Allen : une nonne